# 竹紋

丸に九枚笹

竹紋（たけもん）とは、イネ科タケ連のおもにタケやササなどの植物を図案化した家紋である。「竹紋」、「笹紋」、「竹に雀紋」に細分類することがある。日本家紋研究会の調べによれば「丸に九枚笹」が最も使用されている。
この項目で述べる「竹紋」は「笹紋」ともいうが便宜上「竹紋」に統一した。

## 図案

龍胆紋「笹龍胆」

『大要抄』に「篠丸」と称する車文として登場するのが、紋としての初見である。葉を主とした「笹」と幹を主とした「竹」、タケノコを図案化した「筍」の図案がある。いずれも、雀、笠、雪などを添える図案がある。形状がリンドウを図案化した龍胆紋の「笹龍胆」の葉に似るため、龍胆紋は竹・笹紋と混同されることがある。

### 竹紋
竹紋としては、並列に何本か立て並べたものと、竹を円形に描く「竹輪」がある。竹の木口（おもに上部）をギザギザや谷形に描くものを「切り竹」といい、切り竹を2本円形線対称に配置したものを「抱き竹」という。竹に笹の葉を添えたものを「竹笹」という。

### 笹紋
笹紋はおもに葉を描いたものである。葉のみ描いたものは1枚から25枚までを並べる。円形に並べたものと線対称に並べたものとがある。線対称に並べた笹の上に幹を描いたものを「篠笹」、篠笹の下に幹を描いたものを「根笹」、瓜のような楕円型の太い葉を描くものを「熊笹」という。

五枚笹
九枚笹
篠笹
根笹
若根笹
雪持ち笹
三枚熊笹

### 竹に雀
竹や笹に雀を添えたものを「竹に雀」という。竹に雀の文様は鎌倉前期『大要抄』に「篠丸」同様、車文として登場する。六波羅探題が使用した紋であったが、平家一門の没落後に勧修寺経房が紋に採用した旨が『車文抄』にある。武家や公家の「竹に雀」は勧修寺笹を発祥とする種類であるが、鳥居氏の「鳥居笹」は名字「鳥居」を象った鳥居氏オリジナルの家紋である。柳生氏の定紋も「柳生笹」ともいい竹に雀の類いともされるが、『寛政重修諸家譜』には「地楡に雀」（われもこうにすずめ）と載る。図案は抱き地楡に対い雀を描く。

勧修寺笹をルーツとしない竹に雀の紋 （鳥居笹）
柳生笹とも呼ばれる「地楡に雀」

#### 勧修寺流

勧修寺笹

勧修寺笹（かじゅうじざさ）は、藤原北家勧修寺流の一族が使用する。竹輪に九枚笹に三羽の飛び雀を描く図案で、もとの使用紋である雀紋に竹紋を加えたことで生まれた。勧修寺流の宗家に当たる甘露寺家とその庶流に当たる勧修寺家や坊城家などの使用がある。

#### 上杉氏
藤原北家良門流（勧修寺流）の勧修寺重房を祖とする上杉家も同様に竹に雀紋を使用する。上杉氏の竹に雀は『見聞諸家紋』では、竹輪に五枚笹を5つ並べ中央に対い雀を描く図案〔図1-1〕が載るが、江戸期には丸に九枚笹の上中央に対い雀を描く上杉笹（うえすぎざさ）の図案〔図1-2〕となった。
安土桃山時代末期、会津などを領していた上杉氏であったが、江戸時代初期出羽国米沢に転封となった。その時の竹に雀の紋は、丸の内に九枚笹を上部に描き下部に対い雀を描く〔図1-3〕の図案が使用されていた。この図案の上杉氏竹に雀を特に米沢笹（よねざわざさ）という。
上杉氏の竹に雀は、家の交際相手や家臣、配下に下賜したことから広まることとなった。関東管領であった上杉憲実が管領職を辞した後に西国を廻った際、周防国の大内義興に厚くもてなされたことから「竹に雀」を贈ったというエピソードがある。これに由来し、江戸期に大名となった周防大内家の庶流である牛久山口氏は、丸に露付きの九枚笹に二羽飛び雀を描いた山口笹を使用している。後述するが伊達氏の仙台笹も上杉氏との交際関係から発生した家紋である。

〔図1-1〕上杉氏竹に雀 （見聞諸家紋）
〔図1-2〕上杉笹
〔図1-3〕米沢笹

#### 伊達氏
仙台伊達家など伊達氏が使用する竹に雀の紋は、もともとは上杉定実が伊達家から養子を迎えるに当たって、伊達実元へ贈った上杉笹から派生した家紋である。上杉笹をアレンジした紋は実元の子伊達成実（伊達政宗の重臣）の家系（実元流伊達氏）が独占して使用していたが、後に伊達宗家への使用も一部色の変更（雀を柿色にするように）という条件付で認められた。この成実のころの竹に雀の紋は、抱き竹笹に対い雀という宇和島笹〔図2-2〕に近い図案であった。宗家の竹に雀は、江戸期には笹の葉を外側に描いた竹輪笹の中央に対い雀を描く図案の仙台笹（せんだいざさ）〔図2-1〕になった。現在は「竹に雀」、図案を「仙台笹」とその類似図形に指定して伊達家伯記念會株式会社（伊達家）が商標を登録、管理している。
伊達政宗の庶長子である伊達秀宗を祖とする伊予国宇和島伊達家も竹に雀を使用するがこちらは宇和島笹と称する。竹輪ではなく抱き竹に笹の葉を描き、中央に同様の二羽雀を描く。秀宗の五男伊達宗純を初代とする吉田伊達家（伊予吉田藩）は竹輪に九枚笹に二羽雀を描いた吉田笹と称する上杉笹や山口笹に近い図案の竹に雀を使用する。
最上義守（義光の父）の娘義姫が伊達輝宗（政宗の父）に嫁いだ際にも伊達家の竹に雀の紋が贈られている。最上氏の竹に雀は、上杉氏の米沢笹に類似する図案である。

〔図2-1〕仙台笹
〔図2-2〕宇和島笹